# 千畑町
千畑町（せんはたまち）は、秋田県の中央部に位置していた町。

## 地理

### 隣接していた自治体
- 秋田県
  - 大曲市
  - 仙北郡:六郷町、太田町、仙北町
- 岩手県
  - 和賀郡:沢内村

## 歴史
- 1955年 - 千屋村、畑屋村の2村が合併して千畑村が新設。
- 1956年 - 旧畑屋村鑓田地区が六郷町に編入される。
- 1986年 - 町制施行し千畑町となる。
- 2004年11月1日 - 六郷町、仙南村と合併し美郷町（みさとちょう）となり町制は18年で幕を閉じた。

## 名所・旧跡
- ラベンダー園（真昼岳）
- 仏沢公園
- 一丈木公園（真木真昼県立自然公園）
- 千畑スキー場

## 出身人物
- 煙山力- 元東京都文京区長
- ブラボー中谷 - マジシャン